# F. C. S. Schiller
Ferdinand Canning Scott Schiller (Schleswig-Holstein, 16 de Agosto de 1864 – Los Angeles, 6 de Agosto de 1937) foi um filosofo germano-britânico, sendo o mais importante nome do pragmatismo na Inglaterra, com várias obras publicadas sobre o assunto. Contribuiu também com obras publicadas no campo da lógica e eugenia.

## Vida
F. C. S. Schiller nasceu em 16 de Agosto de 1864 em Schleswig-Holstein, Alemanha; Seu pai o enviou para estudar na Inglaterra ainda jovem, lá se formou na Universidade de Oxford. De 1893 a 1897 viveu nos Estados Unidos onde foi professor de lógica e metafísica na Universidade de Cornell. Foi nesta época que conheceu William James, que viria a ser ao lado de Protágoras uma de suas principais influências filosóficas. Em 1897 retornou à Inglaterra para ensinar no Corpus Christi College e em Oxford. Em 1921 se tornou presidente da Aristotelian Society e em 1926 foi eleito membro da  Academia Britânica. Neste mesmo ano se aposentou e mudou-se novamente para os Estados Unidos, passando parte do ano na Universidade da Califórnia do Sul, onde foi inicialmente conferencista convidado e depois professor. Em 1935, após se casar pela primeira vez, já aos 71 anos, se estabeleceu de vez na Califórnia. Morreu dois anos depois, em 6 de Agosto de 1937.

## Obras
Entre algumas das suas principais obras estão:
- Humanism: Philosophical Essays (1903);
- Studies in Humanism (1907);
- Must Philosophers Disagree? (1934);
- Our Human Truths (1939).